# Панормос (Крит)
Па́нормос (Πάνορμος) или Панормо (греч. Πάνορμο от πᾰν- всякий, каждый + ὅρμος якорная стоянка — вполне удобный для причаливания), Панормо — деревня в Греции на Крите. Расположена в 22 километрах восточнее Ретимнона и 55 километрах западнее Ираклиона, на берегу Критского моря. Входит в общину (дим) Милопотамос в периферийной единице Ретимни в периферии Крит. Население 628 жителей по переписи 2011 года.

## История

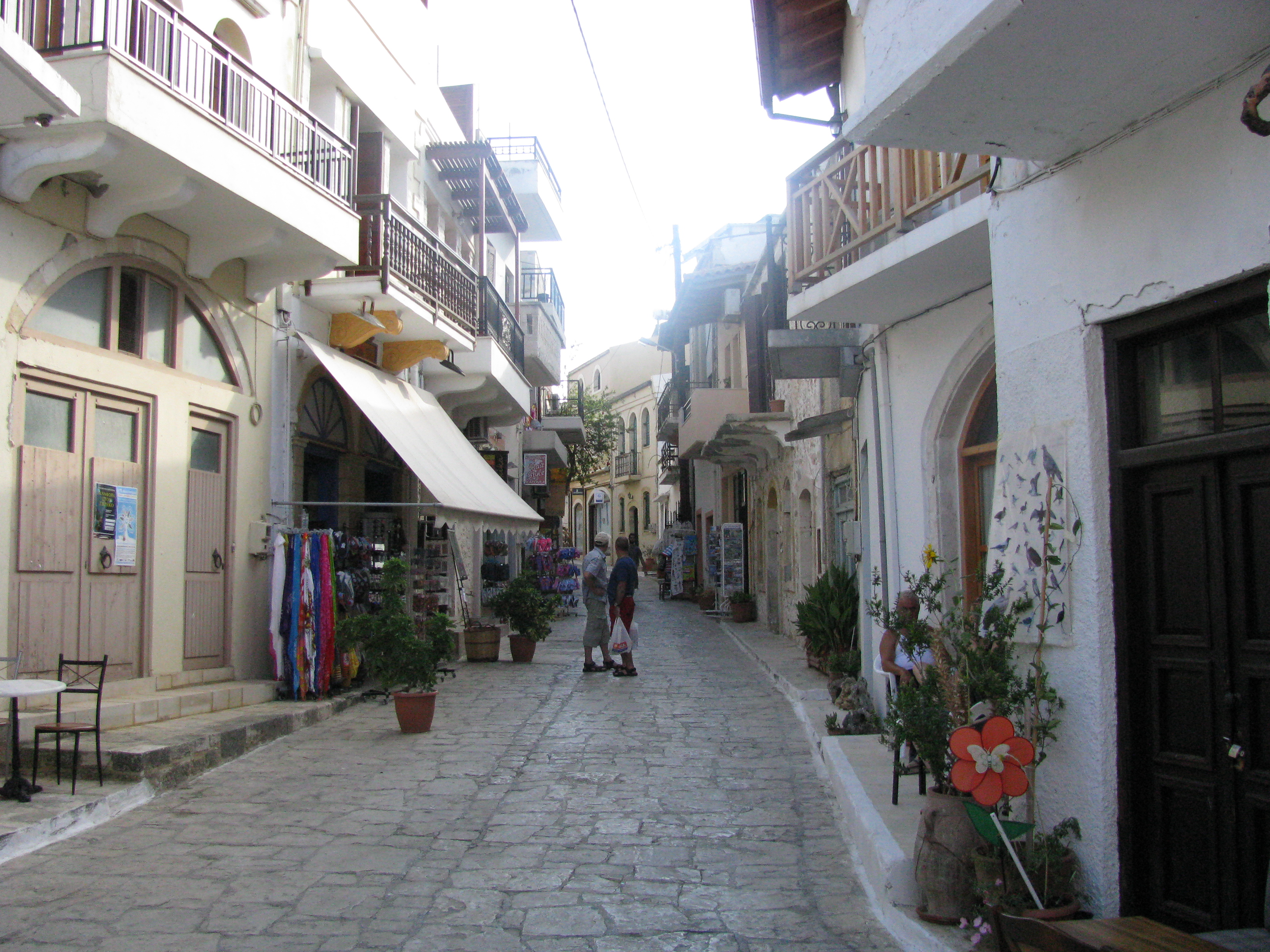
Улица в Панормо

Возможно что первые упоминания о поселении на месте современного Панормо даёт Птолемей в своей «Географии», где это поселение под названием Пантоматриум фигурирует как морской порт древнего города Элефтерна. Достоверно, что на месте Панормо в V—VI веках было крупное поселение и центр христианской культуры. Об этом свидетельствуют раскопки 1948 года, в ходе которых была обнаружена ранневизантийская базилика, датированная именно тем временем и бывшая тогда одним из крупнейших христианских храмов на Крите.
В 1206 году генуэзский пират Энрико Пескаторе, наряду с ещё несколькими городами на побережье Крита, захватил и территорию нынешнего Панормо, где построил крепость, остатки которой до сих пор можно видеть на побережье. Однако в 1212 году генуэзцы были вынуждены передать Крит венецианцам (которые, собственно, в 1204 году и купили Крит после распада Византийской империи). Венецианцы по наличию крепости (вен. casteło) назвали поселение Кастело. Венецианцы постоянно вели войны с турками за остров, и в 1583 году Хайреддин Барбаросса и его пираты сумели уничтожить крепость. В 1647 году Критом окончательно овладели турки.

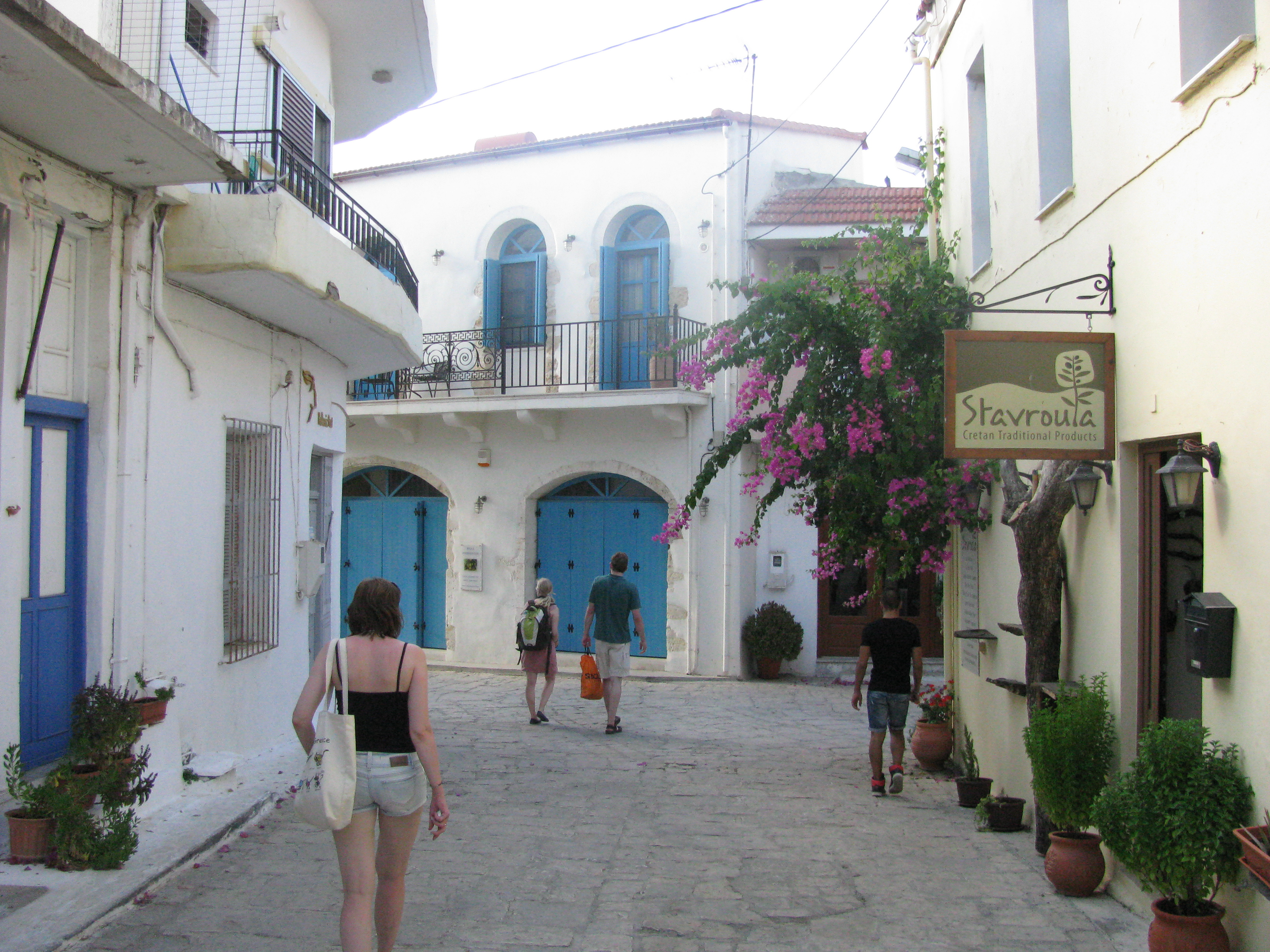
Улица в Панормо

Позднее, в начале XX века, после освобождения Крита из-под власти Османской империи городок был переименован в Панормос, по названию небольшой церкви Святого Георгия Панормос в горах неподалёку. В то время городок частично восстановил своё былое величие, став главным перевалочным портом в районе, через который экспортировалась сельскохозяйственная продукция глубинных районов Крита: оливковое масло, мёд, баранина, шерсть и особенно камедь рожкового дерева, для которой был построен специальный склад, ныне использующийся как концертный зал. В городке были открыты начальная школа, гимназия, мэрия и подразделение жандармерии. Городок стал центром общины Милопотамос.
После Второй мировой войны городок утратил своё значение перевалочного пункта, получил название Панормо и превратился в небольшую рыбацкую деревню. Сегодня Панормо является туристской и рыбацкой деревушкой с отелями, тавернами и песчаными, укрытыми в бухтах пляжами.

## Транспорт
По южной окраине деревни проходит европейский маршрут E75.
Внутри деревни транспорта нет, добраться до деревни из Ираклиона и обратно можно на автобусе компании КТЕЛ, идущим по маршруту Ираклион — Ретимнон — Ханья с автовокзала в Ираклионе; из Ретимнона можно также добраться пригородным автобусом, у которого Панормо будет конечной точкой пригородного маршрута.

## Местное сообщество Панормос
В местное сообщество Панормос входит деревня Лаврис (Λαύρις). Население 628 жителей по переписи 2011 года. Площадь 7,553 квадратных километров.
| Наименование | Население (2011), человек |
| ------------ | ------------------------- |
| Лаврис       | 0                         |
| Панормос     | 628                       |

## Население
| Год  | Население, человек |
| ---- | ------------------ |
| 1991 | 358                |
| 2001 | 873                |
| 2011 | ↘ 628              |

## Уроженцы
Уроженцем Панормо является Павлос Драндакис (греч. Παύλος Δρανδάκης, 1896—1945), автор первой Большой Греческой энциклопедии. Также Панормо считается местом рождения одного из Десяти святых мучеников Критских: Агафопода (Агафопуса, Αγαθόποδος).

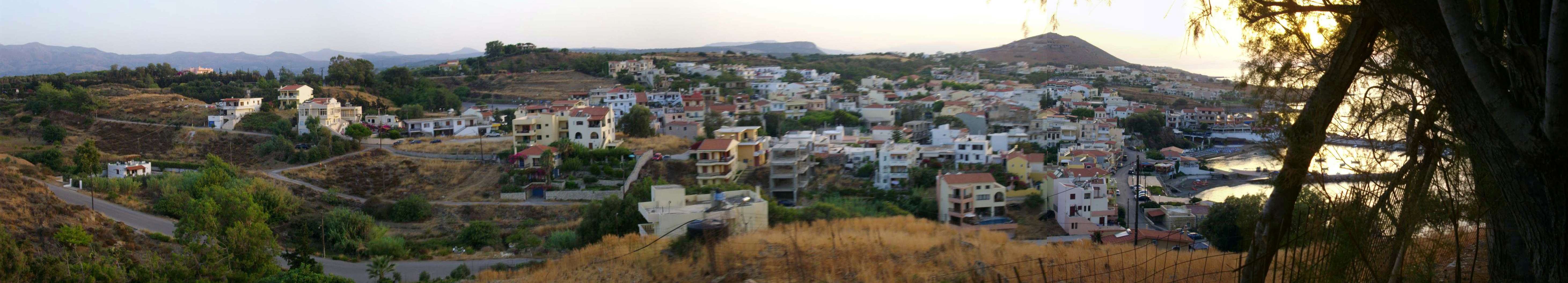
Панорама Панормо (Август 2014 года)